# Ciclo di sviluppo dei plastidi
I plastidi derivano da altri plastidi attraverso la scissione binaria, la forma di riproduzione tipica dei procarioti. Dunque non sono in grado di formarsi "ex novo" in una cellula vegetale, e questa caratteristica rafforza la teoria endosimbiontica dei plastidi e li accomuna ai mitocondri. Infatti i plastidi possiedono un proprio cromosoma circolare esattamente come i procarioti.

## Origine
Tutti i plastidi derivano dai plastidi dello zigote, che sono stati ereditati a loro volta dalla cellula gametica femminile: l'uovo. Plastidi con difetti genetici nel loro cromosoma possono generare cloroplasti difettosi incapaci di produrre clorofilla. In Mirabilis jalapa (bella di notte) possono formarsi variegature dovute proprio alla presenza nell'uovo di plastidi mutanti e normali, che segregano casualmente formando sulle foglie chiazze bianche, quando si segregano casualmente plastidi mutanti (difettosi) nelle cellule figlie, e chiazze verdi attraverso la segregazione di plastidi funzionali.

## Plastidi nei meristemi
Nei meristemi apicali radicali e nei meristemi caulinari sono presenti dai dieci ai venti proplastidi per cellula. La divisione delle cellule meristematiche è preceduta da una moltiplicazione dei proplastidi affinché le cellule figlie abbiano lo stesso e identico numero di proplastidi della cellula madre.
Vi è un ulteriore aumento dei proplastidi che porta poi un aumento del numero dei plastidi per cellula.
Il processo di divisione dei plastidi avviene tramite scissione binaria, che comincia con un'apertura nella zona mediana e termina con la divisione in due organelli.

## Il ruolo della luce
La luce ha un ruolo base nel differenziamento dei cloroplasti. In un fusticino di plantula si nota al microscopio ottico che gli strati più esterni di cellule parenchimatiche contengono prevalentemente cloroplasti, mentre negli strati più interni, non raggiunti dalla luce, si trovano i leucoplasti. Nella parte aerea la pianta abbonda di cloroplasti mentre nella parte sotterranea scarseggiano o mancano del tutto; infatti nelle radici troviamo soprattutto leucoplasti.

## Ezioplasti
Se un seme viene fatto germogliare al buio svilupperà ezioplasti. Questi plastidi hanno al loro interno un corpo semicristallino formato da elementi di membrana tubulari, definito come il corpo prolamellare. Una volta sviluppato, l'ezioplasto potrà comunque trasformarsi facilmente entro pochi giorni in un cloroplasto, appena la pianta verrà esposta alla luce. Il corpo prolamellare si disgregherà e la membrana si organizzerà dando luogo al sistema di tilacoidi e grana tipici dei cloroplasti. Questo processo è noto anche come fotoconversione.